# International Kendo Federation

Logo der FIK

Die International Kendo Federation (FIK; vormals IKF; jap. 国際剣道連盟, Kokusai Kendō Renmei) ist der Weltverband des Kendō. Ihr Sitz ist das Gebäude des Alljapanischen Kendōverbands in Minato-ku, Tokio.

## Geschichte
Die FIK wurde 1970 von 17 nationalen und regionalen Verbänden gegründet, um eine Verbindung zwischen dem mitgliederstarken japanischen und den jungen internationalen Verbänden zu schaffen. In der Zwischenzeit sind unter ihrem Dach 47 Verbände zusammengeschlossen (darunter der Deutsche Kendobund, die Austrian Kendo Association und die Sektion Swiss Kendo and Iaido des SJV als nationale Verbände im deutschen Sprachraum sowie die Europäische Kendō-Föderation als Regionalverband). Seit 2006 gehört sie der General Association of International Sports Federations an. Das bis dahin verwendete Kürzel wurde zugunsten der nun gültigen Abkürzung aufgegeben, weil die Buchstabenfolge IKF bereits verwendet wurde.

## Aufgaben
Naturgemäß liegt das Augenmerk der FIK auf Austausch und Unterstützung der Mitgliedsverbände. Auch
die Ausrichtung der Kendō-Weltmeisterschaften und damit verbundene Aufgaben wie die Schiedsrichterausbildung und die Erarbeitung einheitlicher Regeln und Standards gehören zu den Aktivitäten der FIK. Außer dem Kendō selbst fördert sie gemäß ihrer Aufgabenstellung auch Iaidō und Jōdō.